# ورزشگاه اوکژتپس
ورزشگاه اوکژتپس (به قزاقی: Okzhetpes Stadium) یک ورزشگاه در قزاقستان است که در شهر کوکشه‌تاو واقع شده‌است.